# Johann Samuel Ersch
Johann Samuel Ersch (Glogovia, 23 de junio de 1766-Halle, 16 de enero de 1828) fue bibliógrafo, bibliófilo y bibliotecario alemán. Está considerado como el fundador de la bibliografía alemana.

## Biografía
Johann Samuel Ersch nació en la ciudad de Głogów, en Silesia. En 1785 entró en la Universidad de Halle con el objetivo de estudiar Teología, sin embargo, en poco tiempo se interesó por la historia, la bibliografía y la geografía. En Halle, hizo amistad con el profesor de geografía, Johann Ernst Fabri (1755-1825), y cuando Fabri se hizo profesor de historia y estadística de la Universidad de Jena, Ersch lo acompañó y lo ayudó en la preparación de varias obras.
En 1788 publicó el Verzeichnis aller anonymischen Schriften (Catálogo de todas las publicaciones anónimas), como suplemento para la 4ª edición de la obra Der Gelehrte Teutschland (Los educadores de Alemania) de Johann Georg Meusel (1743-1820).  Las investigaciones requeridas para esta obra lo impulsaron a la preparación de un Repertorio Universal de revistas alemanas y colecciones de periódicos de historia, geografía y ciencias relacionadas (Repertorium uber die allgemeinen deutschen Journale und and ere periodische Sammlungen für Erdbeschreibung, Geschichte, und die damit verwandten Wissenschaften, Lemgo, 1790-1792). La popularidad que esta publicación adquirió lo estimuló para contribuir con Christian Gottfried Schütz (1747-1832) y Christoph Wilhelm Hufeland (1762-1836) en la preparación de un Repertorio Universal de Literatura (Allgemeines Repertorium dé Literatur), publicado en 8 volúmenes (Jena y Weimar, 1793-1809), los cuales condensaban producciones literarias de 15 años (1785-1800), e incluían un informe no solo de los libros publicados durante aquel periodo, sino también de artículos publicados en periódicos y revistas, conteniendo incluso las críticas de los libros comentados.
Aunque comprometido con esta gran obra, Ersch también planeó Francia Literaria (La France littéraire), que fue publicada en Hamburgo en 5 volúmenes, de 1797 a 1806.  En 1795 marchó a Hamburgo como editor de la Nueva Gazeta de Hamburgo, que había sido fundado por Victor Klopstock, (1744-1811), hermano del poeta alemán Friedrich Gottlieb Klopstock (1724-1803), pero volvió en 1800 a Jena para formar parte activamente del Allgemeine Literaturzeitung (Gazeta Literaria Universal). El mismo año ocupó el puesto de bibliotecario de la Universidad de Jena, y alrededor de 1802 se hizo profesor de filosofía.
En 1803 Ersch aceptó la cátedra de geografía y de estadística de la Universidad de Halle, y en 1808 se hizo bibliotecario.  En esa época publicó un Manual de Literatura Alemana desde el siglo XVIII hasta hoy (Handbuch der deutschen Literatur seit der Mitte des 18. Jahrh. bis auf die neueste Zeit (Leipzig, 1812-1814), y en colaboración con Johann Gottfried Gruber, la obra Allgemeine Encyclopädie der Wissenschaften und Künste, la Enciclopédia Universal de las Ciencias y de los Artes (Leipzig, 1818), la cual continuó hasta el volumen 21. La precisión, complejidad y dimensión de esta obra monumental la hicieron un libro de referencia.